# Łukasz Michalski
Łukasz Michalski (Bydgoszcz, 2 agosto 1988) è un ex astista polacco.
Vincitore di una medaglia d'oro alle Universiadi, ha disputato una finale olimpica a Londra 2012 classificandosi undicesimo.

Dal 2014 è sposato con l'astista Anna Jagaciak. Si ritira nel 2015 dall'atletica per concentrarsi sugli studi per diventare medico.

## Palmarès
| Anno | Manifestazione           | Sede           | Evento           | Risultato | Prestazione | Note                          |
| ---- | ------------------------ | -------------- | ---------------- | --------- | ----------- | ----------------------------- |
| 2005 | Mondiali allievi         | Marrakech      | Salto con l'asta | 4º        | 5,15 m      |                               |
| 2006 | Mondiali juniores        | Pechino        | Salto con l'asta | 8º        | 5,30 m      |                               |
| 2007 | Europei juniores         | Hengelo        | Salto con l'asta | Bronzo    | 5,45 m      |                               |
| 2009 | Europei indoor           | Torino         | Salto con l'asta | 6º        | 5,61 m      |                               |
| 2009 | Europei under 23         | Kaunas         | Salto con l'asta | 5º        | 5,50 m      |                               |
| 2009 | Mondiali                 | Berlino        | Salto con l'asta | 20º (q)   | 5,40 m      |                               |
| 2010 | Mondiali indoor          | Doha           | Salto con l'asta | 9º        | 5,45 m      |                               |
| 2010 | Europei                  | Barcellona     | Salto con l'asta | 7º        | 5,65 m      |                               |
| 2011 | Giochi mondiali militari | Rio de Janeiro | Salto con l'asta | Argento   | 5,65 m      |                               |
| 2011 | Universiadi              | Shenzhen       | Salto con l'asta | Oro       | 5,75 m      |                               |
| 2011 | Mondiali                 | Taegu          | Salto con l'asta | 4º        | 5,85 m      | Miglior prestazione personale |
| 2012 | Giochi olimpici          | Londra         | Salto con l'asta | 10º       | 5,50 m      |                               |

## Altre competizioni internazionali
2009
- Bronzo ai Europei a squadre ( Leiria), salto con l'asta - 5,70 m